# Шестнадцатеричная система счисления
Шестнадцатери́чная систе́ма счисле́ния — позиционная система счисления по основанию 16.
В качестве цифр этой системы счисления обычно используются цифры от 0 до 9 и латинские буквы от A до F. Буквы A, B, C, D, E, F имеют значения 1010, 1110, 1210, 1310, 1410, 1510 соответственно. Пример шестнадцатеричного числа: 1A45F0D (1A45F0D16 = 27 549 45310).

## Применение
Широко используется в низкоуровневом программировании и компьютерной документации, поскольку в современных компьютерах минимальной адресуемой единицей памяти является 8-битный байт, значения которого удобно записывать двумя шестнадцатеричными цифрами, а значение половины байта — полубайта — одной цифрой. Такое использование началось с системы IBM/360, где вся документация использовала шестнадцатеричную систему, в то время как в документации других компьютерных систем того времени (даже с 8-битными символами, как, например, PDP-11 или БЭСМ-6) использовали восьмеричную систему.
В стандарте Юникода номер символа принято записывать в шестнадцатеричном виде, используя не менее 4 цифр (при необходимости — с ведущими нулями).
Шестнадцатеричный цвет — запись трёх компонентов цвета (R, G и B) в шестнадцатеричном виде. Например, цвет, имеющий шестнадцатеричный номер 00FF00, — ярко-зелёный (__).

## Способы записи

### В математике
В математике основание системы счисления принято указывать в десятичной системе в нижнем индексе. Например, десятичное число 1443 можно записать как 144310 или как 5A316.

### В языках программирования
В разных языках программирования для записи шестнадцатеричных чисел используют различный синтаксис:
- В Ада и VHDL такие числа указывают так: «16#5A3#».
- В Си и языках схожего синтаксиса (например, в Java), а также в ряде языков ассемблера используют префикс «0x». Например, «0x5A3».
- В некоторых языках ассемблера используют букву «h», которую ставят после числа. Например, «5A3h». При этом, если число начинается не с десятичной цифры, то для отличия от имён идентификаторов (например, констант) впереди ставится «0» (ноль)[1]: «0FFh» (25510)
- Другие ассемблеры (AT&T, Motorola), а также Паскаль и некоторые версии Бейсика в качестве префикса-признака используют «$». Например, «$5A3».
- Другие версии Бейсика, например Turbo Basic, используют для указания шестнадцатеричных цифр сочетание «&h» или «&H» перед числом. Например, «&h5A3».
- В ассемблерах для IBM mainframe (Assembler F, Assembler 2, Assembler H) используется запись X’xx..xx'. Например X’05A3'.
- Некоторые иные платформы (например ZX Spectrum) в своих ассемблерах (MASM, TASM, ALASM, GENS и т. д.) использовали запись #5A3, обычно выровненную до одного или двух байт: #05A3.
- В Unix-подобных операционных системах (и многих языках программирования, имеющих корни в Unix/Linux) непечатные символы при выводе/вводе кодируются как 0xCC, где CC — шестнадцатеричный код символа.

## Перевод чисел из одной системы счисления в другую

### Перевод чисел из шестнадцатеричной системы в десятичную
Для перевода шестнадцатеричного числа в десятичное необходимо это число представить в виде суммы произведений степеней основания шестнадцатеричной системы счисления на соответствующие цифры в разрядах шестнадцатеричного числа.
Например, требуется перевести шестнадцатеричное число 3A5 в десятичное. В этом числе 3 шестнадцатеричные цифры. В соответствии с вышеуказанным правилом представим его в виде суммы степеней с основанием 16:
При переводе чисел следует помнить, что в шестнадцатеричной системе счисления:
A=10;
B=11;
C=12;
D=13;
E=14;
F=15.

### Перевод чисел из двоичной системы в шестнадцатеричную и наоборот
Для перевода многозначного двоичного числа в шестнадцатеричную систему нужно разбить его на тетрады справа налево и заменить каждую тетраду соответствующей шестнадцатеричной цифрой.
Для перевода числа из шестнадцатеричной системы в двоичную нужно заменить каждую его цифру на соответствующую тетраду из нижеприведённой таблицы перевода. Например:
0101101000112 = 0101 1010 0011 = 5A316

### Таблица перевода чисел
|  |      |   |       |   |       |  |   |   |   |   |  |
|  | 0hex | = | 0dec  | = | 0oct  |  | 0 | 0 | 0 | 0 |  |
|  | 1hex | = | 1dec  | = | 1oct  |  | 0 | 0 | 0 | 1 |  |
|  | 2hex | = | 2dec  | = | 2oct  |  | 0 | 0 | 1 | 0 |  |
|  | 3hex | = | 3dec  | = | 3oct  |  | 0 | 0 | 1 | 1 |  |
|  |      |   |       |   |       |  |   |   |   |   |  |
|  | 4hex | = | 4dec  | = | 4oct  |  | 0 | 1 | 0 | 0 |  |
|  | 5hex | = | 5dec  | = | 5oct  |  | 0 | 1 | 0 | 1 |  |
|  | 6hex | = | 6dec  | = | 6oct  |  | 0 | 1 | 1 | 0 |  |
|  | 7hex | = | 7dec  | = | 7oct  |  | 0 | 1 | 1 | 1 |  |
|  |      |   |       |   |       |  |   |   |   |   |  |
|  | 8hex | = | 8dec  | = | 10oct |  | 1 | 0 | 0 | 0 |  |
|  | 9hex | = | 9dec  | = | 11oct |  | 1 | 0 | 0 | 1 |  |
|  | Ahex | = | 10dec | = | 12oct |  | 1 | 0 | 1 | 0 |  |
|  | Bhex | = | 11dec | = | 13oct |  | 1 | 0 | 1 | 1 |  |
|  |      |   |       |   |       |  |   |   |   |   |  |
|  | Chex | = | 12dec | = | 14oct |  | 1 | 1 | 0 | 0 |  |
|  | Dhex | = | 13dec | = | 15oct |  | 1 | 1 | 0 | 1 |  |
|  | Ehex | = | 14dec | = | 16oct |  | 1 | 1 | 1 | 0 |  |
|  | Fhex | = | 15dec | = | 17oct |  | 1 | 1 | 1 | 1 |  |
|  |      |   |       |   |       |  |   |   |   |   |  |